# 理查德·哈林顿

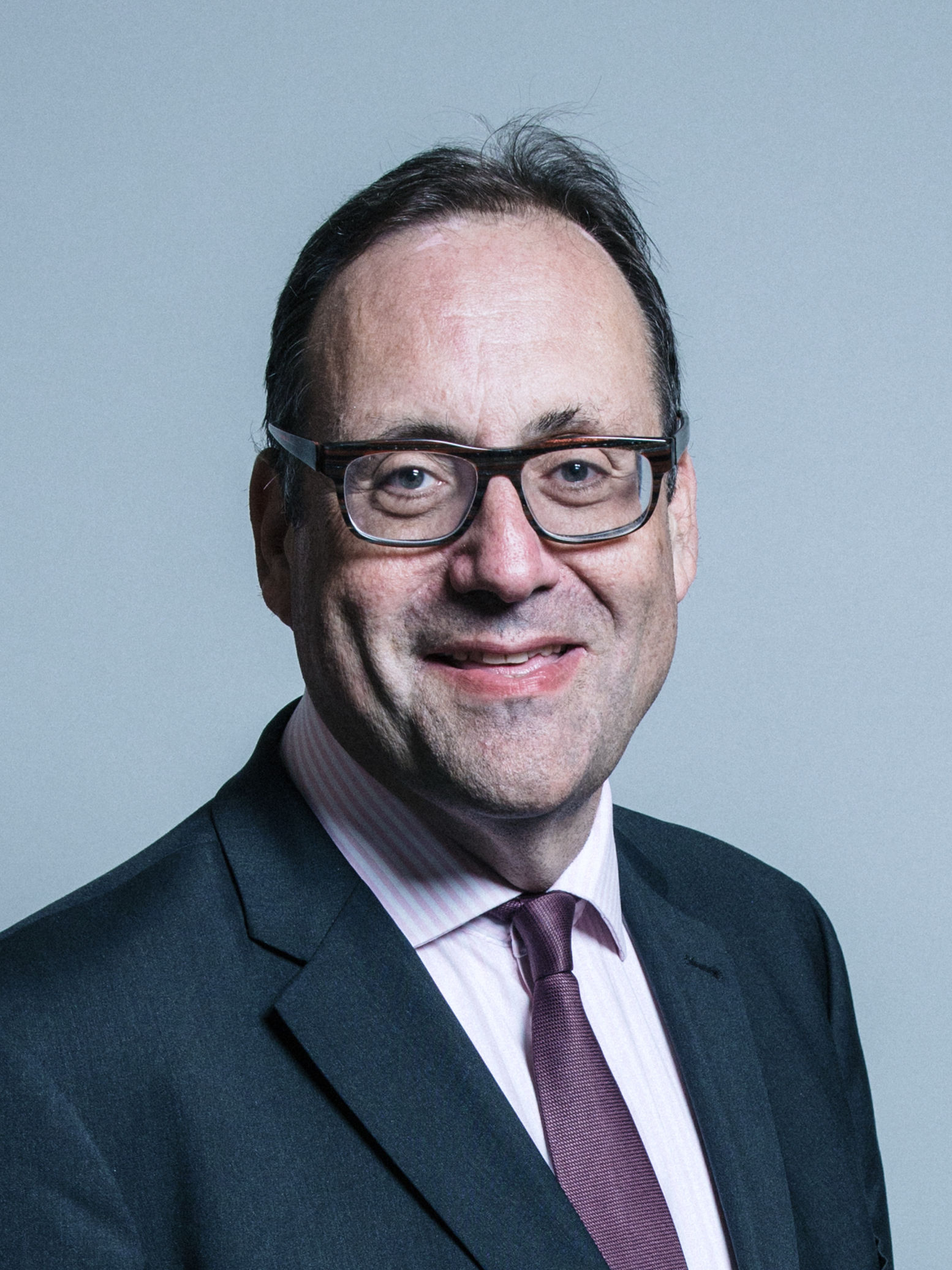

理查德·哈林顿（Richard Harrington，1957年11月4日—）是一位英格蘭政治人物，黨籍原是保守黨，2019年9月因議會表決時不支持同黨首相鮑里斯·強森的脫歐提案，因而被開除黨籍。自2010年開始，他擔任沃特福德選區選出的英國下議院議員。在從政之前他是一位商人。